# Chile International 1999
Die Chile International 1999 im Badminton fanden Ende April 1999 statt.

## Sieger und Platzierte
| Disziplin    | Gold                                 | Silber                                | Bronze                             |
| ------------ | ------------------------------------ | ------------------------------------- | ---------------------------------- |
| Herreneinzel | Richard Vaughan                      | Bobby Milroy                          | Jim Ronny Andersen                 |
| Herreneinzel | Richard Vaughan                      | Bobby Milroy                          | Sveinn Sölvason                    |
| Dameneinzel  | Joanne Muggeridge                    | Adrienn Kocsis                        | Ximena Bellido                     |
| Dameneinzel  | Joanne Muggeridge                    | Adrienn Kocsis                        | Sandra Jimeno                      |
| Herrendoppel | Mario Carulla José Antonio Iturriaga | Guilherme Pardo Ricardo Trevelin      | Luis Lopezllera Bernardo Monreal   |
| Herrendoppel | Mario Carulla José Antonio Iturriaga | Guilherme Pardo Ricardo Trevelin      | Christian Erichsen Pedro Yang      |
| Damendoppel  | Yesenia Leon Ruiz Edith Loza         | Ximena Bellido Lorena Blanco          | Gabriella Rodríguez Aurora Salazar |
| Damendoppel  | Yesenia Leon Ruiz Edith Loza         | Ximena Bellido Lorena Blanco          | Veronica Estrada Gabriela Melgoza  |
| Mixed        | Mario Carulla Adrienn Kocsis         | José Antonio Iturriaga Ximena Bellido | Pedro Yang Nigella Saunders        |
| Mixed        | Mario Carulla Adrienn Kocsis         | José Antonio Iturriaga Ximena Bellido | Guillermo Cox Sandra Jimeno        |